# Matt Baglio
Matt Baglio (San Diego, 9 giugno 1973) è uno scrittore statunitense.

## Biografia
Italoamericano, è cresciuto nella California del Sud dove ancora vive, dividendo il suo tempo tra gli Stati Uniti e l'Italia. Matt Baglio è l'autore del libro bestseller del New York Times, Il rito. Storia vera di un esorcista di oggi, pubblicato da Doubleday nel 2009. Nel processo di lavoro su The Rite, Baglio si è documentato intervistando quasi 20 esorcisti e assistendo a più di 30 esorcismi ufficiali cattolici. Il romanzo, tradotto in più di diciotto lingue, è stato trasposto in un omonimo film nel 2011, interpretato da Anthony Hopkins e diretto da Mikael Håfström, e per il quale lo stesso Baglio ha lavorato come consulente tecnico.
Nel 2012 pubblica Argo. Come la CIA e Hollywood hanno salvato sei ostaggi americani a Teheran, scritto con l'ex agente della CIA in pensione Tony Mendez, incentrato sull'operazione segreta denominata Canadian Caper. Dal libro, nel 2012 Ben Affleck ha tratto l'omonima pellicola da lui stesso diretta e interpretata. Attualmente Baglio è al lavoro su una varietà di progetti, tra cui un romanzo e una graphic novel che verrà illustrata da un artista che ha lavorato per la Marvel e la DC.

## Opere
- Matt Baglio, Il rito. Storia vera di un esorcista di oggi, traduzione di Teresa Franzosi, Milano, Sperling & Kupfer, 2009, ISBN 978-88-200-4801-3.
- Antonio Mendez, Matt Baglio, Argo. Come la CIA e Hollywood hanno salvato sei ostaggi americani a Teheran, traduzione di Sara Crimi e Laura Santi, Milano, Mondadori, 2012, ISBN 978-88-04-62440-0.